# Wildfowl and Wetlands Trust
Der Wildfowl and Wetlands Trust ist eine gemeinnützige britische Organisation zum Schutz von Wasservögeln und Feuchtgebieten. International gilt diese Organisation als die größte, die sich um die Erhaltung von Feuchtgebieten kümmert. Schirmherrin (Patron) ist Königin Elisabeth II.
Die Gründung erfolgte 1946 durch den Ornithologen und Künstler Sir Peter Markham Scott unter dem Namen „Severn Wildfowl Trust“, weil er sich dem Schutz eines bestimmten Feuchtgebietes verpflichtet fühlte. Heute hat diese Organisation fast 200.000 Mitglieder (2009). Zu den Strategien der Organisation gehört es, gefährdete Feuchtgebiete aufzukaufen und sie damit unter Schutz zu stellen. Die Organisation besitzt neun Schutzgebiete mit einer Gesamtgröße von 20 Quadratkilometern, die den Lebensraum für 150.000 Brutvögel darstellen. Zur Aufklärung sind diese Schutzgebiete mit Besucherzentren ausgestattet. Über eine Million Menschen besuchen diese jährlich.
Die Organisation ist außerdem an verschiedenen Erhaltungszuchtprogrammen beteiligt.